# Microrregión de Bodoquena
La microrregión de Bodoquena es una de las microrregiones del estado brasileño de Mato Grosso del Sur perteneciente a la mesorregión Sudoeste. Se encuentra dividida en 7 municipios.

## Municipios
- Bela Vista
- Bodoquena
- Bonito
- Caracol
- Guia Lopes da Laguna
- Jardim
- Nioaque

- Datos: Q2678931